# Bispira volutacornis
Bispira volutacornis Montagu, 1804, è un verme marino appartenente alla classe dei Policheti.

## Descrizione
Bispira volutacornis vive in un breve tubo membranoso, più schiacciato nella zona ventrale, che può arrivare a contare fino a 100 segmenti. Il colore delle branchie varia dal violetto all'arancione al bianco-verde. Caratteristici sono i lobi branchiali: due spire che possono raggiungere la lunghezza di 4-5 cm. L'animale può raggiungere un'altezza totale di 51 cm.

## Distribuzione e habitat
Bispira volutacornis è stata trovata nell'Oceano Atlantico orientale, nel Mar Mediterraneo, nel canale della Manica e nel Mare del Nord. Vive generalmente su fondali detritici o rocciosi fino ai 100 m di profondità.